# Amandititita
Amandititita (la toute petite Amanda), de son vrai nom Amanda Lalena Escalante Pimentel, née le 3 août 1979 à Tampico, Mexique, est une chanteuse mexicaine et un auteur-compositeur de cumbia. 

## Parcours
Son père était Rockdrigo, un musicien de folk et de rock, mort en 1985, lors du tremblement de terre de Mexico.
Après la mort de son père, elle et sa famille déménagent de sa ville natale de Tampico pour s'installer dans la capitale mexicaine. A 14 ans, Amandititita  commence à écrire et s'inscrit dans divers ateliers d'écriture. Elle s'intéresse à la poésie, au théâtre, à l'écriture de nouvelles, à l'écriture réaliste. Indécise sur son avenir,  elle travaille dans un premier temps dans une agence de publicité, mais utilise ses premiers revenus pour faire composer de la musique sur des paroles de chansons qu'elle crée. 
«Concentré d'insolence et d'énergie», elle se produit sur les scènes musicales à partir de 2007, dans le milieu underground de Mexico. Son style musical, baptisé par elle « anarcumbia », est un mélange de rock, reggae, rap, et cumbia mexicaine traditionnelle. Elle s'autoproclame la « reine de l'anarcumbia ».
Elle signe chez Sony-BMG et sort son premier album, La Reina de Anarcumbia, au début de 2008. Le single, La Muy Muy, extrait de cet album, est classé sur le Billboard. Ses chansons sont de petites histoires tirées du quotidien, où elle parle de la facture de téléphone, ou s'incarne en de multiples personnages,  secrétaire, fille d'un député du Parti révolutionnaire institutionnel, etc.. 
Elle se fâche assez rapidement avec son label discographique. Celui-ci veut en particulier lui imposer le retrait de plusieurs morceaux dans son deuxième album, dont la Güera Televisa (qui peut être traduit par : la blondasse Televisa) : « Je me moquais de l'habitude de montrer à l'écran de grandes blondes à la peau très claire, physique qu'on ne rencontre quasiment jamais dans les rues. C'est quoi, ce racisme envers nous-mêmes ? » explique-t-elle sur le thème de cette chanson.
Son deuxième album, La Descarada,  est sorti en 2009, sur un label indépendant. Amandititita s'est produite pour la première fois en France le 15 octobre 2013, à Rennes dans le cadre du festival Le Grand Soufflet, contournant l'obstacle de la langue en brandissant des panneaux. Un premier panneau indiquait « Je ne parle pas français, »  suivi d'un second : « Je ne suis pas une blonde de la TV ».

## Discographie
- La Reina de la Anarcumbia (2008)
- La Descarada (2009)

## Filmographie
- 1996 ¿Por qué no me las prestas?, de Sergio García
- 2001 Rockdrigo, la ciudad del recuerdo, de Alejandro Ramírez
- 2003 La hurbanistoria de Rockdrigo, de Rafael Montero
- 2012 Hecho en México, de Duncan Bridgeman